# World Series of Poker 2011

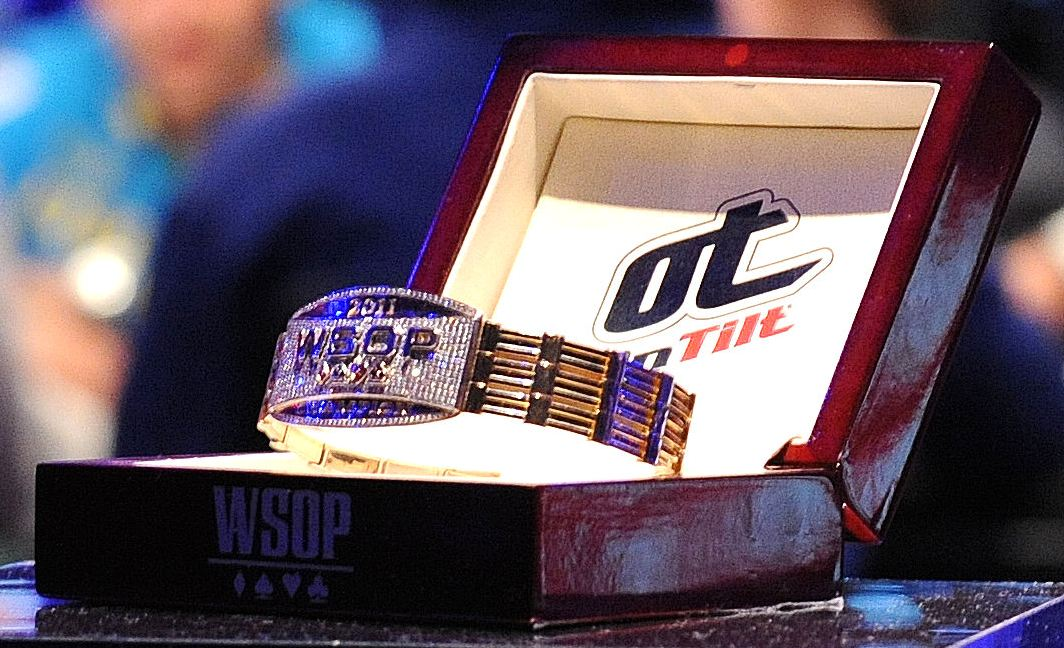
Il braccialetto del vincitore del Main Event 2011

Le World Series of Poker 2011 sono state la quarantaduesima edizione della manifestazione. La prima fase si è svolta dal 31 maggio sino al 20 luglio presso il casinò Rio All Suite Hotel and Casino di Las Vegas; il tavolo finale del Main Event, con nove giocatori, si è disputato dal 6 all'8 novembre.
Il vincitore del Main Event è stato il tedesco Pius Heinz.

## Eventi preliminari
| N. | Evento                                                        | Iscritti | Vincitore                   | Premio     | Ultimo giocatore eliminato |
| -- | ------------------------------------------------------------- | -------- | --------------------------- | ---------- | -------------------------- |
| 1  | $500 Casino Employees No Limit Hold'em                        | 850      | Sean Drake                  | $82.292    | Jason Baker                |
| 2  | $25.000 Heads Up No Limit Hold'em Championship (256 Max)      | 128      | Jake Cody                   | $851.192   | Yevgeniy Timoshenko        |
| 3  | $1.500 Omaha Hi-Low Split 8 or Better                         | 925      | Francesco Barbaro           | $262.283   | Kostas Kalathakis          |
| 4  | $5.000 No Limit Hold'em                                       | 865      | Allen Bari                  | $874.116   | Maria Ho                   |
| 5  | $1.500 Seven Card Stud                                        | 357      | Eugene Katchalov            | $122.909   | Alessio Isaia              |
| 6  | $1.500 Limit Hold'em                                          | 675      | Harrison Wilder             | $205.065   | Thomas Jamieson            |
| 7  | $10.000 Pot Limit Hold'em Championship                        | 249      | Amir Lehavot                | $573.456   | Jarred Solomon             |
| 8  | $1.000 No Limit Hold'em                                       | 4.178    | Sean Getzwiller             | $611.185   | Sadan Turker               |
| 9  | $1.500 2–7 Triple Draw Lowball (No-Limit)                     | 275      | Matt Perrins                | $102.105   | Chris Björin               |
| 10 | $1.500 No Limit Hold'em Six Handed                            | 1.920    | Geffrey Klein               | $544.388   | Eddie Blumenthal           |
| 11 | $10.000 Omaha Hi-Low Split 8 or Better Championship           | 202      | Viacheslav Zhukov           | $465.216   | George Lind                |
| 12 | $1.500 Triple Chance No Limit Hold'em                         | 1.340    | David Diaz                  | $352.808   | Anders Meli                |
| 13 | $1.500 No Limit Hold'em Shootout (2.000 Max)                  | 1.440    | Andrew Badecker             | $369.371   | Robbie Verspui             |
| 14 | $3.000 Limit Hold'em                                          | 337      | Tyler Bonkowski             | $220.817   | Brandon Demes              |
| 15 | $1.500 Pot Limit Hold'em                                      | 765      | Brian Rast                  | $227.232   | Allen Kessler              |
| 16 | $10.000 2-7 Draw Lowball Championship (No-Limit)              | 126      | John Juanda                 | $367.170   | Phil Hellmuth              |
| 17 | $1.500 H.O.R.S.E.                                             | 963      | Aaron Steury                | $289.283   | Michael Chow               |
| 18 | $1.500 No Limit Hold'em                                       | 3.157    | Foster Hays                 | $735.400   | Casey Kelton               |
| 19 | $2.500 Limit Hold'em Six Handed                               | 354      | Darren Woods                | $213.431   | Stephanie Nguyen           |
| 20 | $1.000 No Limit Hold'em                                       | 3.175    | Jason Somerville            | $493.091   | Yashar Darian              |
| 21 | $10.000 Seven Card Stud Championship                          | 126      | Bertrand Grospellier        | $331.639   | Steve Landfish             |
| 22 | $1.500 Pot Limit Omaha                                        | 1.071    | Elie Payan                  | $292.825   | Rafael Kibrit              |
| 23 | $2.500 Eight Game Mix                                         | 489      | John Monnette               | $278.144   | Eric Buchman               |
| 24 | $5.000 No Limit Hold'em Shootout (2.000 Max)                  | 387      | Mark Radoja                 | $436.568   | Jeffrey Gross              |
| 25 | $1.500 Seven Card Stud Hi-Low 8 or Better                     | 606      | Chris Viox                  | $200.459   | Mike Sexton                |
| 26 | $2.500 No Limit Hold'em Six Handed                            | 1.378    | Oleksii Kovalchuk           | $689.739   | Ionel Anton                |
| 27 | $10.000 Limit Hold'em Championship                            | 152      | Daniel Idema                | $378.642   | Matthew Gallin             |
| 28 | $1.500 No Limit Hold'em                                       | 2.500    | Andy Frankenberger          | $599.153   | Joshua Evans               |
| 29 | $2.500 10-Game Mix Six Handed                                 | 431      | Chris Lee                   | $254.955   | Brian Haveson              |
| 30 | $1.000 Seniors No Limit Hold'em Championship                  | 3.752    | James Hess                  | $557.435   | Richard Harwood            |
| 31 | $3.000 Pot Limit Omaha                                        | 685      | Sam Stein                   | $420.802   | Ben Lamb                   |
| 32 | $1.500 No Limit Hold'em                                       | 2.828    | Kirk Caldwell               | $668.276   | Corbin White               |
| 33 | $10.000 Seven Card Stud Hi-Low Split 8 or Better Championship | 168      | Eric Rodawig                | $442.183   | Phil Hellmuth              |
| 34 | $1.000 No Limit Hold'em                                       | 3.144    | Mark Schmid                 | $488.283   | Justin Cohen               |
| 35 | $5.000 Pot Limit Omaha Six Handed                             | 507      | Jason Mercier               | $619.575   | Hans Winzeler              |
| 36 | $2.500 No Limit Hold'em                                       | 1.734    | Mikhail Lakhitov            | $749.610   | Hassan Babjane             |
| 37 | $10.000 H.O.R.S.E. Championship                               | 240      | Fabrice Soulier             | $609.130   | Shawn Buchanan             |
| 38 | $1.500 No Limit Hold'em                                       | 2.192    | Arkadiy Tsinis              | $540.136   | Michael Blanovsky          |
| 39 | $2.500 Pot Limit Hold'em/Omaha                                | 606      | Mitch Schock                | $310.225   | Rodney Brown               |
| 40 | $5.000 No Limit Hold'em Six Handed                            | 732      | Matt Jarvis                 | $808.538   | Justin Filtz               |
| 41 | $1.500 Limit Hold'em Shootout                                 | 538      | Justin Pechie               | $167.060   | Dale Eberle                |
| 42 | $10.000 Pot Limit Omaha Championship                          | 361      | Ben Lamb                    | $814.436   | Sami Kelopuro              |
| 43 | $1.500 No Limit Hold'em                                       | 2.857    | Andre Akkari                | $675.117   | Nachman Berlin             |
| 44 | $2.500 Seven Card Razz                                        | 363      | Rep Porter                  | $825.825   | Stephen Su                 |
| 45 | $1.000 No Limit Hold'em                                       | 2.890    | Kenneth Griffin             | $455.356   | Jean Luc Marais            |
| 46 | $10.000 No Limit Hold'em Six Handed Championship              | 474      | Joe Ebanks                  | $1.158.481 | Chris Moorman              |
| 47 | $2.500 Omaha/Seven Card Stud Hi-Low Split 8 or Better         | 450      | Owais Ahmed                 | $255.959   | Michael Mizrachi           |
| 48 | $1.500 No Limit Hold'em                                       | 2.713    | Athanasios Polychronopoulos | $650.223   | Simon Charette             |
| 49 | $2.500 2-7 Triple Draw Lowball (Limit)                        | 309      | Leonard Martin              | $189.818   | Justin Bonomo              |
| 50 | $5.000 Triple Chance No Limit Hold'em                         | 817      | Antonin Teisseire           | $825.604   | Darryl Ronconi             |
| 51 | $1.500 Pot Limit Omaha Hi-Low Split 8 or Better               | 946      | David Singontiko            | $268.235   | Michael Yee                |
| 52 | $2.500 Mixed Hold'em (Limit/No-Limit)                         | 580      | Matt Matros                 | $303.501   | Jonathan Lane              |
| 53 | $1.000 Ladies No Limit Hold'em Championship                   | 1.055    | Marsha Wolak                | $192.344   | Karina Jett                |
| 54 | $1.000 No Limit Hold'em                                       | 4.576    | Maxim Lykov                 | $648.880   | Dror Michaelo              |
| 55 | $50.000 The Poker Player's Championship                       | 128      | Brian Rast                  | $1.720.328 | Phil Hellmuth              |
| 56 | $1.500 No Limit Hold'em                                       | 3.389    | Alexander Anter             | $777.928   | Nemer Haddad               |
| 57 | $5.000 Pot Limit Omaha Hi-Low Split 8 or Better               | 352      | Nick Binger                 | $397.073   | David Bach                 |

## Main Event
Il Main Event (evento numero 58) è stato disputato dal 7 al 19 luglio e dal 6 all'8 novembre. Nei giorni di novembre è stato disputato il tavolo finale a nove giocatori (cosiddetti November Nine).
Il buy-in è di 10.000 dollari, gli iscritti sono 6.865: si tratta del terzo evento per numero di iscritti nella storia delle WSOP, dopo il Main Event del 2006 (8.773 iscritti) e del 2010 (7.319 iscritti).

### Tavolo finale
Di seguito, gli ultimi nove giocatori che hanno disputato il tavolo finale, in ordine di chips al tavolo al momento dell'inizio; tutti i dati (guadagni, braccialetti, ITM) sono riferiti al 6 novembre, giorno in cui è iniziato il tavolo finale.
| Nome             | Nazionalità | Chips      | Braccialetti | ITM WSOP | Guadagni WSOP |
| ---------------- | ----------- | ---------- | ------------ | -------- | ------------- |
| Martin Staszko   | Rep. Ceca   | 40.175.000 | 0            | 4        | $22.875       |
| Eoghan O'Dea     | Irlanda     | 33.925.000 | 0            | 5        | $37.516       |
| Matt Giannetti   | Stati Uniti | 24.750.000 | 0            | 8        | $205.451      |
| Phil Collins     | Stati Uniti | 23.875.000 | 0            | 8        | $48.769       |
| Ben Lamb         | Stati Uniti | 20.875.000 | 1            | 12       | $2.157.249    |
| Badih Bounahra   | Belize      | 19.700.000 | 0            | 1        | $7.582        |
| Pius Heinz       | Germania    | 16.425.000 | 0            | 1        | $83.286       |
| Anton Makievskyi | Ucraina     | 13.825.000 | 0            | 0        | 0             |
| Samuel Holden    | Regno Unito | 12.375.000 | 0            | 0        | 0             |

### Risultati

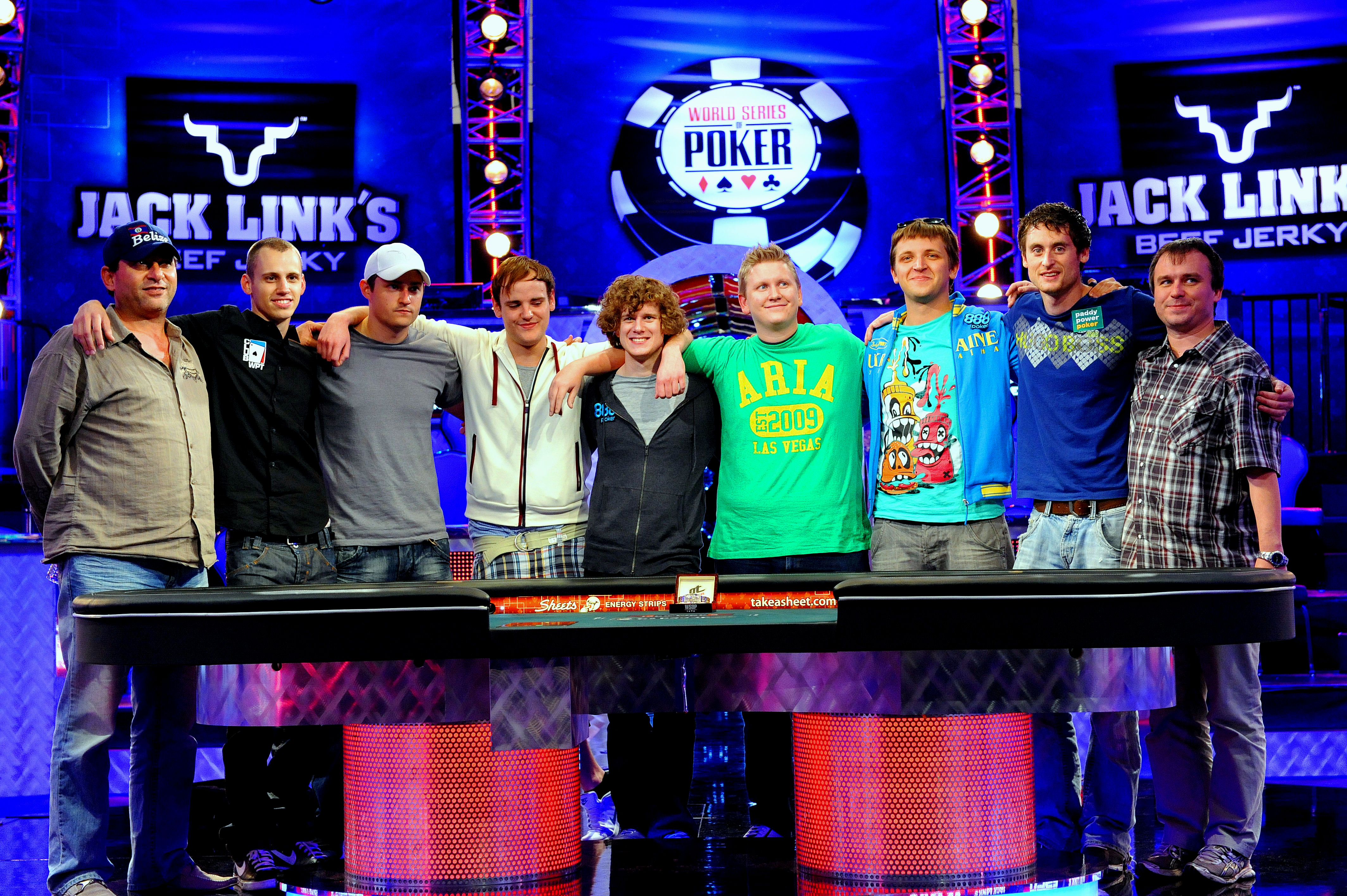
I November Nine fotografati insieme

| Piazzamento | Nome              | Premio     |
| ----------- | ----------------- | ---------- |
| 1°          | Pius Heinz        | $8.715.638 |
| 2°          | Martin Staszko    | $5.430.928 |
| 3°          | Ben Lamb          | $4.019.635 |
| 4°          | Matt Giannetti    | $3.011.661 |
| 5°          | Phil Collins      | $2.268.909 |
| 6°          | Eoghan O'Dea      | $1.720.396 |
| 7°          | Bob Bounahra      | $1.313.851 |
| 8°          | Anton Makiievskyi | $1.009.910 |
| 9°          | Sam Holden        | $782.115   |